# Smith-Magenis-Syndrom
Das Smith-Magenis-Syndrom (SMS) ist eine seltene Erbkrankheit, die aus einem Stückverlust (Mikrodeletion) von Material am kurzen Arm von Chromosom 17 (del 17p11.2) im menschlichen Genom herrührt und gehört zu den Mikrodeletionssyndromen.
Ein Synonym für das SMS ist Mikrodeletionssyndrom 17p11.2.

## Ursache
Das Smith-Magenis-Syndrom ist ein genetisch bedingtes Syndrom, bei dem betroffenen Menschen ein kleines Stück des Chromosoms 17 und damit die dort vorhandene genetische Information fehlt. Dieses Fehlen wird in der Medizin als Deletion 17p11.2 beschrieben. Das „p“ wie „petit“ (= klein) steht dabei für den kurzen Arm des Chromosoms. Da das fehlende Stück unterschiedlich lang sein kann, kann das Syndrom sehr verschieden ausgeprägt sein.
Die fehlende Region enthält mehrere verschiedene Gene. Nach bisherigen Untersuchungen ist aber vor allem der Verlust eines bestimmten Gens, RAI1, für die typischen Symptome des Syndroms verantwortlich. Die weiteren fehlenden Gene können unter Umständen zur Erklärung beitragen, warum der individuelle Unterschied bei der Merkmalsausprägung so groß ist. Es laufen Studien zur Feststellung eines Zusammenhangs zwischen der Größe des Informationsverlusts und der Ausprägung der Symptomatik.
Es sind Fallbeispiele bekannt, bei denen Personen mit Smith-Magenis-Syndrom keine Deletion, sondern nur eine Mutation am RAI1-Gen aufweisen. Diese Veränderungen am RAI1-Gen bzw. dessen Verlust führt wahrscheinlich zu einer Produktion eines nicht funktionierenden RAI1-Proteins, dessen tatsächliche Funktion aber bislang noch nicht geklärt ist.
Das Smith-Magenis-Syndrom entsteht nach heutigem Wissensstand spontan und ist weder auf ein Fehlverhalten während der Schwangerschaft noch auf Umwelteinflüsse unmittelbar zurückführbar. Die Mutation des 17. Chromosoms entsteht zufällig und noch vor der Befruchtung während der Bildung der Eizelle bzw. des Spermiums. Die Mutation kann beim Vater oder bei der Mutter auftreten. Die Kinder eines Elternteils, dessen Erbgut die Deletion aufweist, bekommen nicht automatisch das Syndrom, sondern können auch völlig gesund zur Welt kommen.
Die Erkrankung soll laut amerikanischen Studien mit einer Häufigkeit von 1:25.000 Geburten auftreten, dennoch sind im deutschsprachigen Raum nur einzelne Fallbeispiele dokumentiert bekannt.

## Symptome
- Lernbehinderung, kognitive Behinderung (IQ 20–78, meist 40–54)
- Entwicklungsverzögerung
- kurze Statur
- unterentwickeltes (flaches) Mittelgesicht
- hervortretender Unterkiefer
- Lippenspalte und/oder Gaumenspalte
- nach unten gebogener Mund
- ungewöhnlich geformte Ohren
- chronische Ohrenentzündungen
- sprachliche Verzögerung
- tiefe, heisere Stimme
- Hörschwäche
- Kurzsichtigkeit
- Netzhautablösung
- Strabismus (Schielen)
- Brushfield-Spots
- kleine, breite Hände; kurze Finger und Zehen
- Herzfehler, Herzgeräusch
- Nieren-, Harnleiter- und Blasenprobleme
- Skoliose (seitliche Verkrümmung der Wirbelsäule)
- Muskelhypotonie (Muskelschwäche), ungewöhnlich dünne Unterschenkel
- auffälliger Gang (Schrittfolge)
- tiefe Sehnenreflexe schwer auslösbar
- verminderte Schmerzempfindlichkeit
- gestörtes Temperaturempfinden
- Schwierigkeiten beim Kauen
- empfindliche Kopfhaut
- teils erhebliche Ein- und Durchschlafstörung, tagsüber oftmals sehr müde
- Verhaltensstörungen, z. B.: Hyperaktivität, Selbstverletzendes Verhalten wie etwa Schlagen des Kopfes gegen Wände etc., Beißen in die Hände, Picken an Haut und Narben, Abziehen der Finger- und Zehnägel, Einführen von Fremdkörpern in Ohren und Nase, Wutausbrüche, destruktive und aggressive Verhaltensweisen, Erregbarkeit, Selbstumarmung/Drücken der Hand bei Aufregung.
- Verhaltensweisen, wie sie z. B. bei vielen Menschen mit Autismus beobachtet werden (Angst vor Berührung, Unfähigkeit zu sprechen, starkes Bedürfnis nach Routine und Gleichförmigkeit im Alltag)

Quellen:

## Diagnose
Die typischen Symptome von Smith-Magenis-Syndroms reichen für eine zuverlässige Diagnosestellung nicht aus. Es gibt differentialdiagnostisch relevante Syndrome, die dem SMS recht ähnlich sind, z. B. das Prader-Willi-Syndrom. Eine reine Zählung oder Betrachtung der Chromosomen allein reicht ebenfalls nicht aus, um die Diagnose sicherstellen zu können. Daher muss für einen gesicherten Befund zwingend eine genetische Untersuchung durchgeführt werden, die als Fluoreszenz-in-situ-Hybridisierung (FISH-Test) bezeichnet wird. Dabei werden Blutzellen, welche im Rahmen einer normalen Blutabnahme gewonnen werden können, auf das Fehlen bestimmter Abschnitte des Chromosom 17 untersucht. Aufgrund der neuen Untersuchungen zum RAI1-Gen erscheint das Mitführen einer spezifischen Sonde für RAI1 zwingend. Weitere Untersuchungen zu diesem Thema sind aber sicher noch notwendig.
Die geringe Zahl der Menschen mit SMS erklärt sich wohl auch damit, dass das Syndrom oft nicht als solches diagnostiziert wird, und die Kinder häufig eine andere – ähnliche – Diagnose erhalten, wie Autismus oder ein Aufmerksamkeits-Defizit/Hyperaktivitäts-Syndrom (ADHS).

## Differentialdiagnose
Abzugrenzen ist u. a. das Kleefstra-Syndrom (9q34-Deletion-Syndrom), aber auch andere Syndrome wie Down-Syndrom, Williams-Beuren-Syndrom, Mikrodeletionssyndrom 2q37, Prader-Willi-Syndrom, 22q11-Deletion-Syndrom, Mikroduplikationssyndrom 17p11.2 (Potocki-Lupski-Syndrom) oder das Sotos-Syndrom sind differentialdiagnostisch abzuklären.

## Behandlung
Aufgrund der genetischen Ursache ist eine Heilung nicht möglich, sodass sich die Therapie auf die Behandlung der Symptome bezieht. Hilfreich können Therapien wie Physiotherapie, Ergotherapie oder Logopädie sein. Auch ein Kommunikationstraining mit Gebärdensprache oder GuK kann hilfreich sein. Häufig sind Menschen mit dem Smith-Magenis-Syndrom lebenslang auf Hilfestellung und Therapie angewiesen.
Es sind derzeit einige Ansätze zur medikamentösen Therapie vorhanden, jedoch beschränken sich die Eingriffe auch hier auf eine Milderung der Symptome, nicht auf ein Abstellen der Ursache. So konnten die Schlafprobleme bei einigen Menschen durch die abendliche Gabe von Melatonin gebessert werden, andere Medikamente (wie z. B. Risperdal) können zur Dämpfung des selbstverletzenden Verhaltens eingesetzt werden.

## Geschichte
Das Syndrom wurde in den frühen 1980er Jahren von den Genetikerinnen Ann Smith und Ellen Magenis wissenschaftlich beschrieben und nach ihnen benannt.